# Demografisch-ökonomisches Paradoxon

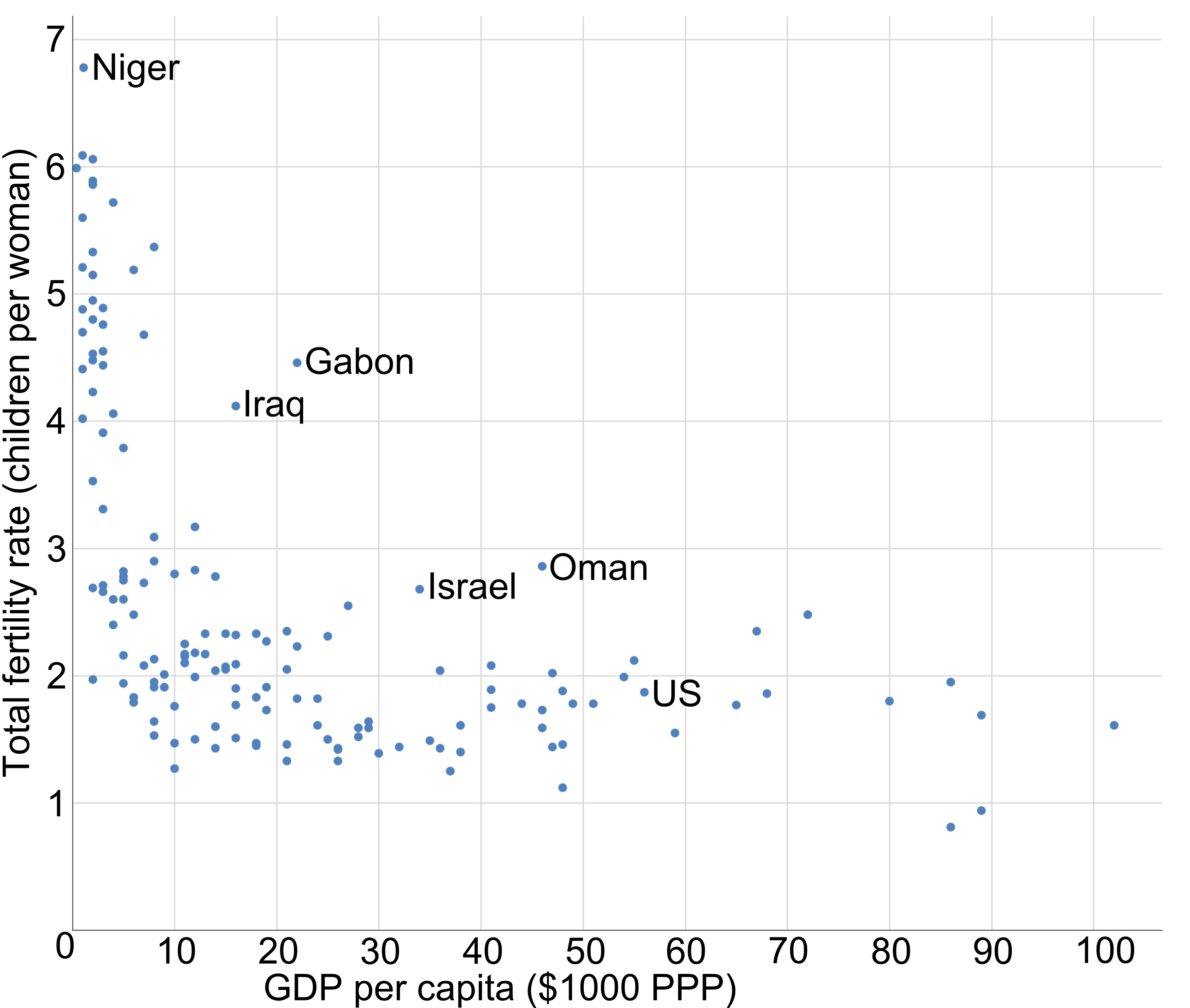
BIP pro Kopf und Gesamtfertilitätsrate, 2015

Als demografisch-ökonomisches Paradoxon oder ökonomisch-demografisches Paradoxon bezeichnen Wirtschaftswissenschaft und Bevölkerungswissenschaft den Sachverhalt, dass eine Bevölkerung oder eine soziale Schicht desto weniger Kinder bekommt, je wohlhabender und gebildeter sie ist. Mit anderen Worten: Je höher das Pro-Kopf-Einkommen und der Bildungsstand, desto niedriger ist die Geburtenrate. Dieser Zusammenhang gilt insbesondere in Industrienationen, in Mittel- und Westeuropa seit etwa 1850/1880. Vor dieser Zeit war es die soziale Oberschicht, deren Kinder bis zum Heiratsalter in der größeren Zahl überlebten. In den letzten Jahrzehnten ist das demografisch-ökonomische Paradoxon auch beim Mittelstand in Entwicklungs- und Schwellenländern beobachtet worden. Allerdings gibt es für die letzten Jahrzehnte in hochentwickelten Industrieländern, etwa in Europa, Anzeichen für eine Abschwächung oder sogar Umkehrung dieses Zusammenhangs.

## Erkenntnistheoretische Brisanz
Das menschliche Reproduktionsverhalten widerspricht in der Industriegesellschaft dem biologisch gängigen: von Einzellern bis hin zu höheren Tieren nutzen Lebewesen den Zugang zu Nahrungsressourcen zur Vermehrung. Sowohl Thomas Robert Malthus als auch, ihm in dieser Frage folgend, Charles Darwin gingen davon aus, dass der Mensch sich wie das Tier umso schneller vermehre, je mehr Mittel ihm zur Verfügung stünden, und es galt auch noch in ihrer Zeit. Das offensichtlich abweichende Verhalten des modernen Menschen und dessen mögliche Folgen beschäftigt sowohl Biologen wie Wirtschaftswissenschaftler und Demografen.

## Kein Paradoxon vor der Moderne
Bis weit ins 19. Jahrhundert war es vor allem der vollbäuerliche Bevölkerungsanteil, der einen ständigen und oft sehr hohen Bevölkerungsüberschuss erzeugte, während die unterbäuerlichen Schichten oft so dicht am Existenzminimum verblieben (und deshalb eine so hohe Kindersterblichkeit aufwiesen), dass sie nicht einmal ihre eigene Zahl reproduzieren konnten und in jeder Generation durch sozial absteigende Bauernsöhne und -töchter ergänzt werden mussten. Stadtbevölkerungen und besonders größere Städte wiesen vor 1800 fast generell einen Überschuss der Gestorbenen aus, und hier natürlich vor allem wieder die städtische Unterschicht. Für Malthus, Süßmilch und Darwin gehörten derartige Verhältnisse zum Allgemeinwissen ihres Alltags.

## Erst der demografische Übergang bringt das Paradoxon hervor
Der demografische Übergang war von Anfang an mit der Beobachtung verbunden, dass die Oberschicht die Geburtenzahl früher und stärker verringerte als die Unterschicht. Damit ließ sich das demografisch-ökonomische Paradoxon bereits im ausgehenden 19. Jahrhundert aus den Bevölkerungsstatistiken ablesen und löste bereits zu dieser Zeit die ersten Debatten aus. Bis heute wird das Thema immer wieder aufgegriffen. Denn einerseits unterscheidet sich der Mensch an dieser Stelle offensichtlich vom tierischen Verhalten, andererseits stellt das Paradoxon gängige Ansichten vom Wesen des Fortschritts in Frage.
Europa erlebte noch bis Anfang des 20. Jahrhunderts eine Bevölkerungsexplosion, gegen die das Abschmelzen der Oberschichten vielen als relativ unbedeutend erschien, da der zahlenmäßige Ausfall leicht durch sozialen Aufstieg aus den Mittel- und Unterschichten ausgeglichen werden konnte. Dennoch gab es bereits am Ende des 19. Jahrhunderts warnende Stimmen, die auf die möglichen Folgen der geringen Geburtenzahlen in den Oberschichten hinwiesen und langfristig eine dysgenische Entwicklung vorhersagten. Diese Warnung wurde vor allem von Francis Galton ausgesprochen, dessen Name untrennbar mit der Idee einer Eugenik verbunden ist.
Heute ist das Paradoxon aufgrund der Datenlage nicht umstritten, die Debatte über Ursachen und Schlussfolgerungen scheint aber immer noch am Anfang zu stehen.

## Erklärungsansätze

### Kinder als Humankapital
Der bekannteste Erklärungsansatz versucht, das Paradoxon wirtschaftswissenschaftlich zu erklären: Wohlhabende Erwachsene sind nicht auf Altersversorgung durch eigene Kinder angewiesen, ihnen entstehen vielmehr hohe Kosten. Daher sei es ökonomisch rational, die Zahl der eigenen Nachkommen niedrig zu halten oder ganz auf sie zu verzichten.
Der monetäre Nutzen eines Kindes besteht nach herrschender Meinung in einer langfristigen Erhöhung des Elterneinkommens und in einer besseren Absicherung des Elternteils gegenüber unsicheren Ereignissen. Diese Auffassung lässt sich als „Arbeitsnutzen“ bezeichnen und der zweite aufgeführte Aspekt als sogenannter „Vorsorgenutzen“.
Der Arbeitsnutzen eines Kindes besteht in einer Erhöhung des Elterneinkommens während der Zeit, in der das Kind ein eigenes Einkommen erwirtschaftet und einen Transfer an die Eltern vornimmt. Deswegen steigt die Bedeutung eines erwachsenen Kindes, wenn dieses über ein höheres Einkommen verfügt.
Der Vorsorgenutzen bezieht sich auf die Versorgung der Eltern etwa bei Arbeitslosigkeit oder Krankheit. Dabei kommt es aber auf die Ausgestaltung des Systems der sozialen Sicherung an. Je höher das Einkommen, desto geringer ist die Relevanz des Vorsorgenutzens eines Kindes für die potentiellen Eltern.
Der nicht-monetäre Nutzen eines Kindes äußert sich darin, dass die Kinder nicht als Last, sondern als größte Freude im eigenen Leben betrachtet werden. Als weiterer Gesichtspunkt spielen Lebensstile eine Rolle. Ausgehend von einem Modell, das die Kindererziehung weitgehend Frauen zuschreibt, unterscheidet man:
- ausschließlich berufsorientierte Frauen
- familien- bzw. haushaltsorientierte Frauen
- Frauen, die das „Beste aus beiden wollen“

Bei partnerschaftlicher Elternschaft sind auch die Orientierungen von Männern zu berücksichtigen.
Der soziale Nutzen bezieht sich auf die gesellschaftliche Anerkennung, die ein Individuum aus seinem sozialen Umfeld erhält, wenn es sich für ein Kind entscheidet.
Die monetären Kosten eines Kindes werden in die beiden Bereiche der direkten und indirekten Kosten aufgeteilt.
Als direkte Kosten eines Kindes werden vor allem die direkten Geldaufwendungen für den Lebensunterhalt sowie Ausgaben für die Bildung der Kinder zusammengefasst. Dabei steigen die direkten Kosten für den Nachwuchs, wenn Eltern mehr Wert auf die Bildung ihrer Kinder legen.
Die indirekten Kosten eines Kindes werden auch mit dem Begriff Opportunitätskosten bezeichnet. In der Regel werden hier das entgangene Gehalt durch die Unterbrechung der Erwerbstätigkeit, die Reduzierung der Rentenansprüche oder auch die Verringerung der Karrierechancen in der Berufslaufbahn genannt. Ein wesentlicher Faktor hierfür ist das Bildungsniveau von Frauen, da ein steigendes Bildungsniveau im Allgemeinen höhere Opportunitätskosten durch einen Verzicht auf eigenes Arbeitseinkommen mit sich bringt.
Als nicht-monetäre Kosten eines Kindes werden beispielsweise die Freizeiteinbußen oder die zumindest eingeschränkte Möglichkeit zur Selbstverwirklichung der Eltern verstanden.
Die Folgen einer Einkommenssteigerung auf die Kinderzahl werden am besten mit Hilfe der mikroökonomischen Haushaltstheorie verdeutlicht. Dabei wird als Grundannahme das Kind als Investitionsgut und als Konsumgut betrachtet. Bei der Betrachtung als Investitionsgut wird der bereits dargestellte Arbeits- und Vorsorgenutzen betrachtet. Bei der Betrachtung als Konsumgut werden der emotionale und der soziale Nutzen betrachtet.
Deswegen wird von der Zielvorstellung ausgegangen, dass die individuelle Nutzenfunktion unter einer Budgetrestriktion erfolgt, die angibt, wie viele Kinder und andere Konsumgüter sich die Eltern bei gegebenem Einkommen leisten können. Ein hohes Einkommen kann aber auch Auswirkungen auf den Nutzenaspekt haben, indem das zusätzliche Einkommen eines Kindes verzichtbar geworden ist.
Diesen komplexen Erklärungsversuch bestätigen auch die Daten der historischen Demographie: Vor 1850 hatten Adlige, Großindustrielle und wohlhabende Bauern sicher die höchsten direkten Kosten, aber die niedrigsten Opportunitätskosten für ihre Kinder, aus diesem Grunde auch kopfstarke Familien.

### Weitergehende These: Biografisches Universum
Einen den finanziellen Ansatz sowohl integrierenden wie erweiternden Ansatz erarbeitete Herwig Birg. Nach seiner Theorie des biografischen Universums gestaltet der Mensch über Entscheidungen seine zukünftigen „Lebensoptionen“. Dazu gehören Fragen des Geldes, aber auch der Partnerschaft, Arbeit und Freizeit, Religion, Freundeskreis usw.
Feste Bindungen (wie Ehe, Kinder) bedeuteten jedoch absehbar einen Verzicht auf Alternativen (vor allem weniger Freiheit, Karriere). Kinder würden daher zunehmend zu einer Sache der biografischen Entscheidung.
Zu dieser Beobachtung passt, dass gerade auch in wohlhabenden und gebildeten Populationen religiöse Personen weltweit durchschnittlich mehr Kinder bekommen als säkulare. Denn sie verzichten aufgrund ihrer Gebote im Regelfall bereits auf viele Optionen, haben also durch Familie weniger Optionskosten (Opportunitätskosten) oder erhalten durch Ehe und Kinder innerhalb ihrer jeweiligen Gemeinschaft sogar einen Zugewinn an Anerkennung.
Auch kann die Theorie erklären, warum menschliche Populationen tendenziell mehr Kinder bekommen, wenn sie gesellschaftlicher oder politischer Diskriminierung ausgesetzt sind: Indem ihnen Optionen vorenthalten werden, haben sie geringere Optionskosten durch Kinder als die sie unterdrückende Bevölkerungsschicht.

### Weitere Einflussfaktoren: Dauer der Bildungszeit, Kosten von Verhütungsmitteln und Kenntnisse darüber, Gleichberechtigung, Verdrängung
Höhere Einkommen erlauben es, dass junge Erwachsene längere Zeit in Ausbildung bzw. Studium verbringen, finanziert durch ihre Eltern oder durch gesellschaftliche Ausgaben. Während dieser Zeit besitzen sie ein geringeres bzw. nicht gesichertes eigenes Einkommen und zögern dadurch im Mittel die Familiengründung hinaus.
Die Kosten für Verhütungsmittel wie die Anti-Baby-Pille können in armen Ländern einen relevanten Anteil des Geldeinkommens erfordern und damit armen Menschen und besonders Frauen ohne Markteinkommen den Zugang zu Verhütung im Vergleich zu wohlhabenderen Haushalten erschweren. Individuelle Kenntnisse über Verhütungsmöglichkeiten sind von der Bildung abhängig und indirekt eine Funktion des Einkommens. Allerdings wurde das demografisch-ökonomische Paradoxon bereits vor der Entwicklung moderner Verhütungsmittel beobachtet.
Die gewünschte Kinderzahl unterscheidet zwischen den Geschlechtern; Frauen, die wenigstens die körperliche Last der Schwangerschaft und Geburt alleine tragen müssen, wünschen sich in vielen Kulturen weniger Kinder bzw. wünschen sich keine sehr hohe Kinderzahl. Eine bessere finanzielle Stellung der Frauen gibt ihnen Alternativen und erleichtert ihnen die Durchsetzung ihrer Wünsche. Arme Familien können eine frühzeitige Verheiratung ihrer Töchter mit teils deutlich älteren Männern anstreben, die dann zu früheren Schwangerschaften und zahlreicheren Kindern führt; auch das wird bei höherem Einkommen der Herkunftsfamilie seltener.
Höheres Einkommen erlaubt auch eine stärkere Inanspruchnahme von Dienstleistungen; damit verliert die Rolle von Hausfrauen an Bedeutung (die die Kindererziehung mehr oder weniger nebenbei erlaubt), die Kosten der Kinder (die z. B. bei Restaurant- und Kinobesuchen oder Urlaubsreisen eigene Plätze beanspruchen) nehmen zu. Höhere Einkommen setzen häufig eine arbeitsteilige und kapitalintensive Betätigung voraus; das ist schwer mit der Hausfrauenrolle und Heimarbeit als Kinder-förderlichen Lebensentwürfen vereinbar.
Zunehmender Wohlstand und eine damit zusammenhängende längere Lebenserwartung begünstigen zudem crowding-out-Effekte, indem die ältere Generation Positionen und Flächen besetzt hält, die damit den jüngeren nicht zur Verfügung stehen, und damit deren Lebensplanung beeinflussen. Das gilt für berufliche Positionen (und damit Einkommensmöglichkeiten junger Erwachsener) und besonders für nicht vermehrbare Flächen der Immobilien und damit den Platz und die Gelegenheit zur Schaffung eines Familienheims. Viele Einfamilienhäuser in Großstädten, die im Zuge des Babybooms nach der Nachkriegszeit errichtet wurden, befinden sich nach der Jahrtausendwende noch im Besitz der Bauherren oder sind vor kurzen auf die dann ebenfalls schon ältere nächste Generation übergegangen. Durch die verlängerte Lebenserwartung der Eltern werden Erbschaften häufig erst im Alter von jenseits der 50 Jahre und damit nach der generativen Phase angetreten. Für junge Menschen in der Familiengründungsphase führt das durch den Besitz der Älteren verknappte Immobilienangebot zu für sie häufig unerschwinglichen Mieten und Kaufpreisen. Beispielsweise wohnen in Italien viele junge Erwachsene bei ihren Eltern, das wirkt einer Familiengründung entgegen und wird als einer der Gründe für die dort geringen Geburtenraten angeführt.
Genügend hohe Einkommen führen zudem zu einem erhöhten Autobesitz. Der Kraftfahrzeugverkehr und die von ihm ausgehenden Unfallgefahren stellen eine beträchtliche Beeinträchtigung in der Lebensgestaltung der Kinder und damit der Eltern dar, vermehrt die Notwendigkeit der Betreuung der Kinder und führt zu Aufwand für deren Transport durch die Eltern („Mama-Taxis“); dies erhöht den Aufwand für Kinder und mindert somit die Geburtenraten.

## Dauerhaftigkeit
Von Interesse ist die empirische Beobachtung, dass die Kinderzahl, wenn sie einmal im Zusammenhang mit der ökonomischen-sozialen Entwicklung abgesunken ist, auch bei Absinken des Lebensstandards nicht wieder ansteigt. Extrapoliert auf größere Zeitintervalle würde das bedeuten, dass die Bevölkerungszahl nach erstmaligem Erreichen eines hohen ökonomischen Standards einerseits anfänglich zurückgeht, andererseits aber auch bei einem nachfolgenden wirtschaftlichem Abschwung weiter schrumpft.

## Nachlassen und Umkehrung des negativen Zusammenhangs bei hohem Wohlstand

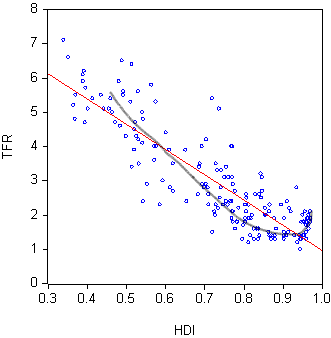
Gesamtfertilitätsrate (TFR) und Index der menschlichen Entwicklung (HDI): Am Ende der Skala nimmt die Gesamtfertilitätsrate wieder zu.

Bereits seit Ende der 2000er Jahre berichten Studien davon, dass in Ländern mit hohem Wohlstand eine Abschwächung oder gar Umkehrung des negativen Zusammenhangs zwischen Einkommen und Anzahl der gezeugten Kinder im Gange sei. Andere Forschungen stellen die Robustheit dieser Beobachtungen in Frage und argumentieren, dass diese z. B. abhängig von der Wahl des Verfahrens zur Bestimmung von Wohlstand seien oder dass zwar eine Erhöhung der Fertilität zu beachten sei, diese aber vornehmlich darauf beruhe, dass das Alter, in welchem Kinder gezeugt werden, wieder sinke. Eine neuere Studie von 2018, welche rund 250 Regionen aus 20 europäischen Ländern in dem Zeitraum 1990–2012 betrachtete, belegt jedoch für diese Länder und Regionen eine robust beobachtbare, verbreitete Abschwächung und für hoch-entwickelte Regionen auch Umkehrung des negativen Zusammenhangs ins Positive, eine Beobachtung, die auch von Gøsta Esping-Andersen geteilt wird. Als mögliche Gründe werden in der Studie unter anderem verbesserte Familienpolitik, welche einen Wiedereinstieg in das Berufsleben nach einer Elternzeit ohne signifikanten Einkommensverlust vereinfacht, sowie vermehrt egalitäre Wahrnehmung von Geschlechterrollen, flexiblere Arbeitssituationen und Migration genannt.